# Edmondo Lozzi
Edmondo Lozzi (* 23. Juni 1916 in Rom; † 11. April 1990 ebenda) war ein italienischer Filmeditor.

## Leben
Lozzi arbeitete seit 1932 für den Film; zunächst war er bei den Gesellschaften „Fono Film“ und „Scalera“ mit Toneffekten und Synchronisation beschäftigt und widmete sich dann bei verschiedenen Firmen Aufgaben als Tontechniker, Schnittassistent und Regieassistent bei kleineren Filmen der Zeit von 1948 und 1956. Ab 1949 – sein Debüt war Augusto Geninas Cielo sulle palude – war er als Editor bei zahlreichen Filmen unterschiedlicher Genres für den Filmschnitt verantwortlich. Von 1961 an arbeitete er fast ausschließlich mit Regisseur Gianfranco Parolini an dessen bunten Abenteuerfilmen.
Bei zwei Gelegenheiten führte Lozzi selbst Regie: Bereits 1949 bei Marakatumba, ma non è una rumba, der meist Enzo Trapani zugeschrieben wird, sowie neun Jahre später bei Natale Montillos Produktion La sposa. Einige Male wird er unter dem Pseudonym Zimmerwald geführt.

## Filmografie (Auswahl)

### Regie
- 1949: Marakatumba, ma non è una rumba
- 1958: La sposa

### Schnitt
- 1949: Cielo sulla palude
- 1958: Don Vesuvio und das Haus der Strolche (Il bacio del sole)
- 1961: Die Irrfahrten des Herkules (Goliath contro i giganti)
- 1962: Der Kampf der Makkabäer (Il vecchio testamento)
- 1965: Johnny West und die verwegenen 3 (Johnny West il mancino)
- 1966: Kommissar X – Jagd auf Unbekannt
- 1966: Kommissar X – Drei gelbe Katzen
- 1966: Kommissar X – In den Klauen des goldenen Drachen
- 1967: Kommissar X – Drei grüne Hunde
- 1967: Die drei Supermänner räumen auf (I fantastici tre supermen)
- 1967: Stirb oder töte (Killer calibro 32)
- 1968: Kommissar X – Drei blaue Panther
- 1968: Sartana – Bete um Deinen Tod (…Se incontri Sartana prega per la tua morte)
- 1968: Die Stunde der Aasgeier (Carogne si nasce)
- 1969: Django – Gott vergib seinem Colt (Dio perdona la mia pistola)
- 1969: Sabata (Ehi amico… c'è Sabata, hai chiuso!)
- 1971: Sabata kehrt zurück (È tornato Sabata… hai chiuso un'altra volta) (ungenannt)